# Чеширски сир
Чеширски сир (енгл. Cheshire cheese) енглески је крављи сир из Грофовије Чешире.

## Историјат
Чеширски сир је први пут документован 1586. године и то у књизи на латинском, исто тако се зна да је први пут испоручен у Лондон 1623. године.
Након Индустријске револуције 1750. године отворила су се нова тржишта у сливу реке Мерсеy. Рачуна се да је 1823. године произведено око 10.000 тона овог сира. Од 1900. године почео је процес пребацивања на млађи, свежији сир који захтева краће складиштење, јер се тад почео транспорти сваке недеље, а не као пре тога, два пута годишње.
Удружење за контролу квалитета и стандардизацију производње - Федерација чеширског сира основана је 1927. године, а у то време још се производио по фармама.
Од 1939. кад је почео Други светски рат сир се престао производити по фармама и започео је процес рационализације производње у великим сиранама који је завршен око 1953. Истовремено је почео и процес смањења царина и слободне трговине па су јефтинији сиреви са европског континента озбиљно угрозили продају традиционалних британских сирева. Због тог се продаја чеширског сира смањила од 40.000 тона у рекордној 1960. години на отприлике 1/6 данас данас.